# Jacques-Pierre Orillard de Villemanzy

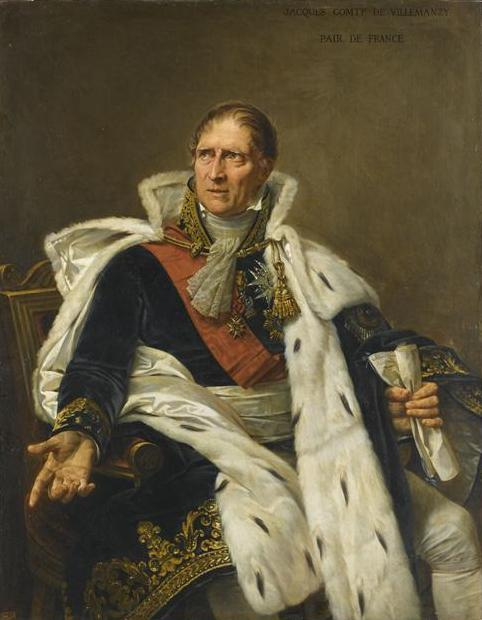
Pierre-Jacques Orillard de Villemanzy

Jacques-Pierre Orillard de Villemanzy, seltener Jacques-Pierre Orillard-Villemanzy (* 5. Januar 1751 in Amboise; † 3. September 1830 in Versailles) war ein französischer Général de division und Staatsmann.

## Leben
Orillard de Villemanzy war ein Sohn von Pierre Orillard de Villemanzy und dessen Ehefrau Émelie Anne Delahaye. Nach seiner Erziehung durch Hauslehrer meldete er sich auf Wunsch seiner Familie 1767 freiwillig zur königlichen Armee. Er konnte sich auf verschiedenen Feldzügen auszeichnen und wurde mehrfach befördert.
1780 meldete er sich freiwillig, um mit Marquis de La Fayette in Amerika die Freiheitskämpfer gegen die Briten zu unterstützen. Unter Führung von Marschall Jean-Baptiste-Donatien de Vimeur, comte de Rochambeau kämpfte er zusammen mit Charles Edward Jennings de Kilmaine, Pierre Belon Lapisse und Louis Le Bègue Duportail im Amerikanischen Unabhängigkeitskrieg.
1783 kehrte Orillard de Villemanzy wieder nach Frankreich zurück und wurde nacheinander mit mehreren militärisch-administrativen Aufgaben betraut; erst bei der Rheinarmee später in der Italienarmee. 1796 meldete er sich wiederum freiwillig zu Napoleons Italienfeldzug.
Als Gefolgsmann Napoleons unterstützte Orillard de Villemanzy Napoleon auch nach dessen Staatsstreich des 18. Brumaire VIII (9. November 1799).
1802 heiratete Orillard de Villemanzy in Paris Élisabeth Françoise Baudon de Mony (1774–1830) und hatte mit ihr drei Töchter, Cécile (1803–1881), Élisabeth (1805–1857) und Mathilde (1811–1891).
Am 11. Dezember 1809 wurde Orillard de Villemanzy als Mitglied in den Senats aufgenommen. Nach der Schlacht bei Paris (30. März 1814) und der Abdankung Napoleons (→Vertrag von Fontainebleau) unterstützte er das Haus Bourbon; auf Wunsch Königs Ludwig XVII. wurde Orillard de Villemanzy 1815 Mitglied des Chambre haute. Als Pair von Frankreich gehörte er auch dem Kriegsgericht an, das Marschall Michel Ney verurteilte und am 7. März 1815 im Jardin du Luxembourg erschießen ließ.
Jacques-Pierre Orillard de Villemanzy starb im Alter 79 Jahren am 3. September 1830 in Versailles und fand dort auch seine letzte Ruhestätte.

## Ehrungen
- 1783 Mitglied der Society of the Cincinnati
- 5. Februar 1804 Ritter der Ehrenlegion
- 11. Juli 1807 Kommandeur der Ehrenlegion
- 9. März 1810 Comte de l’Émpire
- 14. Juni 1814 Pair von Frankreich
- 22. Mai 1825 Großkreuz der Ehrenlegion
- Ordre royal et militaire de Saint-Louis
- Orden der Eisernen Krone
- Großkreuz des Verdienstordens der Bayerischen Krone
- Militär-St.-Heinrichs-Orden
- Das Hôpital militaire Villemanzy, ein Militärkrankenhaus in Lyon wurde ihm zu Ehren benannt.
- Sein Name findet sich am nördlichen Pfeiler (10. Spalte) des Triumphbogens am Place Charles-de-Gaulle (Paris).
- Der 18. Jahrgang (2001/03) der École militaire supérieure d’administration et de management (EMSAM) nannte sich nach ihm.